# Tomoko Matsuoka
Tomoko Matsuoka (Tokyo, ) is een Japans klavecimbelspeelster.

## Levensloop
Matsuoka was zes toen ze bij haar moeder leerde spelen op klavecimbel. Op haar achttiende trok ze naar Milaan, waar ze voltijds klavecimbel en oude muziek begon te studeren.
In 2010 studeerde ze af aan het Conservatorium G. Verdi in Como, met uitstekende graden voor het post-graduaat klavecimbel. Ze studeerde onder de leiding van E. Fadini, G. Togni en B. Martin. 
Ondertussen had Tomoko Matsuoka in 2007 de Derde prijs gewonnen in het internationaal concours binnen het Festival Musica Antiqua in Brugge. In 2008 publiceerde ze haar eerste solo CD “16 Sonatas” gewijd aan Domenico Scarlatti. Ze speelde hiervoor op het originele Ruckers klavecimbel, bewaard in het Musée d’Art et d’Histoire in Neuchatel, Zwitserland. 
Zij heeft in de voorbije jaren gespeeld op festivals van oude muziek in Italië en is zowel als solist als in kamermuziekgroepen opgetreden op talrijke plekken in Europa en in Japan.
Ze trad hierbij op met gerenommeerde musici, zoals F. Corti, G. Togni, A. Palmeri, R. Mameli, Emma Kirkby en T. Tsunoda.  In 2011 ging ze in Barcelona wonen en volgde er nog verdere studies aan de Escola Superior de Musica de Catalunya.